# Хрисафис, Иоаннис
Иоаннис Хрисафис (греч. Ιωάννης Χρυσάφης; 1873, Афины — 12 октября 1932) — греческий гимнаст, бронзовый призёр летних Олимпийских игр 1896.
Хрисафис был лидером второй греческой команды на играх, которая заняла третье место в командных соревнованиях на брусьях, таким образом, он получал бронзовую медаль.
В 1928—1929 годах был президентом Греческой федерации футбола.